# 迟到的正义非正义
迟到的正义非正义，也称被延迟的正义是被否定的正义，是一句法律格言，意指如果针对受害一方的法律救济存在但不能及时到来，那与没有补救措施是一样的效果。这一理念是要求加快法律体系中迅速审判或类似权利的基础，因为受害方必须不公平地承担解决希望渺茫的持续伤害。这句话已成为法律改革者的一句口号，用来针对法院或政府解决法律问题时的行动缓慢，例如因现有体系过于复杂或负担过重，或者某一问题或某一方缺乏政治青睐。

## 起源
首先说出这句话的人难以确定。《Respectfully Quoted: A Dictionary of Quotations》一书将此归于威廉·格萊斯頓，但无法核证。也有人将其归于威廉·佩恩的“迟来的正义不公正”（"to delay Justice is Injustice"）。
这句话能在《Pirkei Avot》5:7（《米書拿》的汇编，公元前1世纪-公元2世纪）中找到："Our Rabbis taught: ...The sword comes into the world, because of justice delayed and justice denied..."（“我们的拉比教导：……剑进入了世界，因为正义的延迟和缺失”），以及1215年《大憲章》中第四十条"To no one will we sell, to no one will we refuse or delay, right or justice."（“公义不会被任何人拒诸门外或被任何人买通，所有人都受法律保障”）。納賀蒙尼德認為，叶忒罗在《出埃及记》18:22给出的建议「隨時審判百姓」，是說以色列需要更多法官，否则潜在的诉讼当事人可能因无法找到一名法官审理案件而遭受不公。
马丁·路德·金在其《Letter from Birmingham Jail》信中写以“justice too long delayed is justice denied”（太过迟到的正义是被否定的正义），这封信在1963年被运出监狱，其中将此署名于“昨日的杰出法学家”（"distinguished jurist of yesterday"）。 

## 倫理原則
迅速做出決策是「判斷 101」的一部分，並在每本司法手冊中都有相應的內容。「法官應該努力以合理的速度履行所有司法職責，包括發表保留的判決。」在加拿大也有類似的規定：「法官應迅速處理所有司法事務...」

## 相关
另一相关格言为“正义可能会迟到，但不会缺席”。这句话与“迟到的正义非正义”（Justice delayed is justice denied）都关注正义的实现，辅以不同角度。前者强调对最终实现正义的信心，后者则提醒正义的时效性与拖延的代价。两者共同构成了对正义的完整理解，既期待最终的公正，也呼吁及时的行动。